# ジョギリ屋ジョーがやって来る
『ジョギリ屋ジョーがやって来る』（ジョギリやジョーがやってくる）は、フクイタクミによる日本の漫画作品。『週刊少年チャンピオン』（秋田書店）にて、2009年10号から17号まで連載された。全8話。単行本は全一巻（電子書籍版のみ発売）。

## ストーリー
ベベン♪
三味線の音が鳴り響く。三味線を弾きながら、少女が歌う。
「切りたいモノがあるならば　ジョギリ屋ジョーを呼べば良い♪」
誰でも、心の中に1つや2つ、切りたいモノがあるものさ。そんな時には、ジョギリ屋ジョーを呼べば良い。切ってもらった代償に、自分も何かを切られてしまう。そんな覚悟があるのなら、ジョギリ屋ジョーを呼べば良い…

## 登場人物
ジョー
謎の切り裂き魔。フードのついたコートを着た長髪の男。巨大なハサミで何でも真っ二つに切り裂く。依頼があれば何でも切るが、その代償として依頼者の肉体の一部を切り取っていく。
体をバラバラに切断されても、ハサミが無傷なら再生できる。
お鞠（おマリ）
ジョーの傍らにいるお供の少女。三味線を弾きながら、ジョギリ屋ジョーの歌を歌う。小柄な体で、手足や首に包帯を巻いている。10年以上前から、容姿が変わっていない。
ギィゴ
「ノコ挽きギィゴ」と名乗る、謎の挽き裂き魔。歯は全て鋭く尖っており、顔や体に鋸歯状のギザギザの傷が幾つも走っている。鋸を使って現実を挽き裂く。その代償は、依頼者の命か「現実」。
村田 ひかり（ムラタ ひかり）
黒い髪をポニーテールにした少女。河城ゆきの幼馴染。他の全てでは勝っているのに、勉強ではどうしてもゆきに勝てないため、いつしか彼女を憎むようになる。
河城 ゆき（カワシロ ゆき）
眼鏡をかけた背の低い地味な少女。村田ひかりの幼馴染。勉強が得意で、成績はいつもトップ。
わかば
今は廃村になった僻地の村に暮らしていた少女。村に逃げ込んできた強盗殺人犯に襲われた際、持っていた傘で目を突いてしまい、犯人を激昂させる。
橋雄（ハシオ）
わかばと同じ村に暮らしていた少年。目が隠れるほど前髪を伸ばしている。口下手なのか、あまり喋らない。わかばを襲った逃走犯を半殺しにしてしまう。
礼二（レイジ）
わかばと同じ村に暮らしていた少年。乱暴者。逃走犯を、まだ生きていると知りながら、たて穴の底に投げ捨てる。
坂本 ユリ（さかもと ユリ）
将来はケーキ屋になることを夢見る少女。祖父の代からの約束で、豪徳寺光丸と結婚させられることになる。
豪徳寺 光丸（ごうとくじ ミツマル）
町を牛耳る豪徳寺社長のわがまま息子。
松木（マツキ）
天野月小学校4年3組の生徒。ジョーの噂話を友達に話して聞かせていた。
小宮（コミヤ）
天野月小学校4年3組の生徒。怖がりの女の子。
先生
天野月小学校4年3組の担任教師。子供の頃、動物を虐待していた男をジョーに「切って」もらった。
友和（トモカズ）
引きこもりの少年。ノコ挽きギィゴに、自分の世界を現実と切り離してもらう。
ミカ
友和の姉。